# Hall County, Nebraska
Hall County är ett administrativt område i delstaten Nebraska, USA, med 58 607 invånare. Den administrativa huvudorten (county seat) och största staden är Grand Island.

## Geografi
Enligt United States Census Bureau så har countyt en total area på 1 430 km². 1 414 km² av den arean är land och 16 km² är vatten. 

### Angränsande countyn

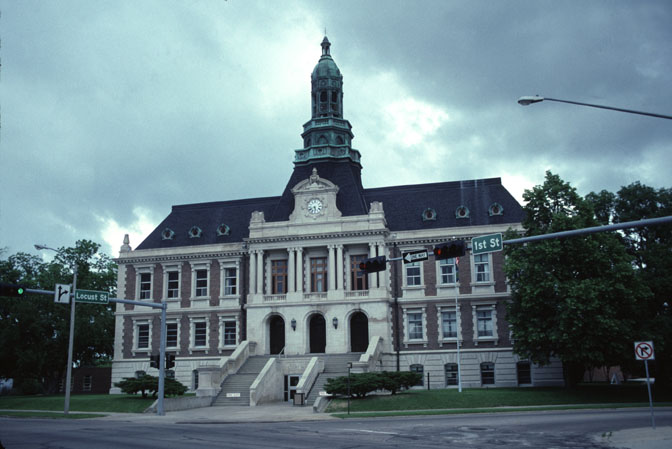
Hall County Courthouse i Grand Island.

- Merrick County - nordost
- Hamilton County - öst
- Adams County - syd
- Buffalo County - väst
- Howard County - nord